# Nishada aurantiaca
Nishada aurantiaca är en fjärilsart som beskrevs av Rothschild 1913. Nishada aurantiaca ingår i släktet Nishada och familjen björnspinnare. Inga underarter finns listade i Catalogue of Life.